# Targem Games
Targem Games je ruski razvijalec računalniških in videoiger s sedežem v Jekaterinburgu v Rusiji. Podjetje so ustanovili leta 2002 in je do sedaj ustvarilo devetnajst računalniških in videoiger različnih zvrsti. Prejelo je več nagrad na ruski konferenci razvijalcev iger (KRI), vključno kot »najboljši prvenec«, »najboljši dizajn igre« in »najbolj inovativen projekt«.

## Zgodovina
- 2002 – ustanovitev podjetja. Podpisana je prva pogodba z Buko za ustvarjanje igre Battle Mages.[1]
- 2003 – Battle Mages – izvirna mešanica RTS / RPG – prva igra podjetja je izšla v Rusiji. Kasneje so igro lokalizirali v več jezikov, vključno s kitajščino. Začne se delo na dodatku in novem velikem projektu.
- 2004 – Battle Mages izide v ZDA, Evropi in na Kitajskem. Dodatek za Battle Mages z imenom Battle Mages: Sign of Darkness je izšel v Rusiji.
- 2005 – Hard Truck Apocalypse izide v Rusiji pod naslovom Ex Machina in je tam uspešna. Naslednje leto igra pride v trgovine v ZDA.[2][3]
- 2006 – izšla je Hard Truck Apocalypse: Rise of Clans.
- 2007 – Ex Machina: Arcade in Day Watch sta izšli v Rusiji.
- 2008 – podjetje pridobi status certificiranega razvijalca Xbox 360 in PlayStation 3. Igra The Swarm izzide v Rusiji. GearGrinder izide v Rusiji.
- 2009 – podjetje se prvič predstavi na Game connection Europe.
  - GearGrinder je izdana po vsem svetu.[4]
  - Clutch je na voljo po vsem svetu. Gre za prvo igro podjetja, ki jo je mogoče kupiti prek igričarskega spletišča Steam.[5]
- 2011 – prvo igro za PlayStation 3 Armageddon Riders, ki jo je mogoče prenesti, so izdali 2. junija na PSN.[6][7] Targem Games jo je ne samo razvil, ampak jo je tudi sam izdal.
  - šahovska igra z naslovom Battle vs. Chess, ki ga je razvil Targem games, je maja izšla v Evropi.[8]
- 2012 – podjetje novembra izda svojo drugo igro, ki jo je mogoče prenesti za PlayStation 3 – Planets Under Attack.[9] Igra je izdana tudi na Steam in na servisu videoiger XBLA s pomočjo nemškega založnika Topware.[10]
- 2014 – podjetje izda dirkalno arkado BlazeRush, ki je postala ena od tridesetih prvih iger na svetu za virtualno platformo Oculus.[11]

## Naslovi iger
| naslov igre                          | leto izdaje | zvrst                                                  | platforma                                                    |
| ------------------------------------ | ----------- | ------------------------------------------------------ | ------------------------------------------------------------ |
| Battle Mages                         | 2003        | RTS / RPG                                              | MS Windows                                                   |
| Battle Mages: Sign of Darkness       | 2004        | RTS / RPG                                              | MS Windows                                                   |
| Hard Truck Apocalypse                | 2005        | simuliranje tovornjakov / bojevanje z avtomobili / RPG | MS Windows                                                   |
| Hard Truck Apocalypse: Rise of Clans | 2006        | simuliranje tovornjakov / bojevanje z avtomobili / RPG | MS Windows                                                   |
| Ex Machina: Arcade                   | 2007        | bojevanje z avtomobili                                 | MS Windows                                                   |
| Day Watch                            | 2007        | potezna taktika                                        | MS Windows                                                   |
| Sledgehammer / GearGrinder           | 2008        | dirkanje / bojevanje z avtomobili                      | MS Windows                                                   |
| The Swarm                            | 2008        | TPS / slasher                                          | MS Windows                                                   |
| Clutch / GearGrinder: Carnage        | 2009        | dirkanje / bojevanje z avtomobili                      | MS Windows / Steam                                           |
| MorphX                               | 2010        | TPS / slasher                                          | MS Windows / Xbox 360                                        |
| Insane 2                             | 2011        | zunajcestno dirkanje                                   | MS Windows                                                   |
| Armageddon Riders                    | 2011        | dirkanje / bojevanje z avtomobili                      | MS Windows / PS3 / PSN                                       |
| Battle vs. Chess                     | 2011        | šah                                                    | MS Windows / Linux / Mac OS X / PS3 / Xbox 360 / Wii         |
| Planets Under Attack                 | 2012        | RTS                                                    | MS Windows / Steam / Mac OS X / PS3 / Xbox 360 / XBLA        |
| Star Conflict                        | 2012        | MMO / vesoljska prvoosebna strelska akcija             | MS Windows / SteamOS / Linux / Mac OS X                      |
| BlazeRush                            | 2014        | dirkanje / bojevanje z avtomobili                      | MS Windows / Linux / macOS / PS3 / PS4 / Nintendo Switch     |
| Crossout                             | 2015        | dirkanje / bojevanje z avtomobili                      | MS Windows / Steam / Xbox One / PS 4 / Android (Google Play) |
| Star Conflict Heroes                 | 2017        | znanstvenofantastični RPG                              | iOS (App Store) / Android (Google Play / AppGallery)         |

Igro Star Conflict je razvil Star Gem Inc., podružnica Targem Games.